# Київський міжнародний кінофестиваль
Ки́ївський міжнаро́дний кінофестива́ль (КМКФ) (англ. Kyiv International Film Festival (KIFF)) — у минулому щорічний фестиваль кіно, що відбувався в Києві в кінці травня — на початку червня, і проходив тричі між 2009 та 2011 роками. До грудня 2010 президентом фестивалю був Богдан Ступка, після цього до закриття фестивалю його президентом була Ольга Сумська.

## Умови

### Правила
В конкурсній програмі беруть участь художні та документальні фільми, створені протягом двох останніх років, враховуючи рік проведення фестивалю.

### Програма
До програми кінофестивалю входять:
- конкурсний показ;
- ретроспективний показ;
- позаконкурсний показ фільмів;
- прес-конференції і «круглі столи» з питань сучасного кінопроцесу;
- ексклюзивний показ «Фестивалі світу представляють»;
- творчі зустрічі з творцями фестивальних фільмів;
- дні кіно країн-учасниць фестивалю;
- майстер-класи для молодих кінематографістів і творчої молоді з метрами сучасного кінематографу.

### Види нагород
Конкурс повнометражного художнього кіно
- Приз за найкращий художній фільм;
- Приз за найкращу режисерську роботу;
- Приз за найкращу операторську роботу;
- Приз за найкращий сценарій до фільму;
- Приз за найкращу музику до фільму;
- Приз за найкращу головну чоловічу роль;
- Приз за найкращу головну жіночу роль.

Спеціальний конкурс «Дзеркало»
- Приз за найкращий фільм

## Переможці за роками

### 2009 (I Київський Міжнародний кінофестиваль)
Київський Міжнародний Кінофестиваль уперше проходив у столиці України з 29 травня по 3 червня 2009 року. У конкурсній та позаконкурсних програмах Фестивалю взяли участь 37 фільмів з понад 25 країн. Серед гостей — кінематографісти з України, Росії, Білорусі, Сербії, Польщі, Латвії, Німеччини, Австрії а також Грузії, Угорщини, Великої Британії, Аргентини.
Переможцями I Київського Міжнародного кінофестивалю стали
- Кращий художній фільм — «Турне», режисер Горан Марковіч (Сербія);
- Краща режисерська робота — Паула Хернандес, «Злива» (Аргентина);*
- Краща операторська робота — Лол Кролі, «Кращі речі» (Велика Британія);
- Кращий сценарій до фільму — «Турне», режисер Горан Марковіч (Сербія);
- Краща музика до фільму — Кристоф Блейзер, Штефен Калес, «Фінське танго» (Німеччина);
- Краща чоловіча роль — Антоніо Бірабент, «Три бажання» (Аргентина);
- Краща жіноча роль — Світлана Крючкова, Світлана Свирко, «Місяць у зениті» (Росія);
- Краща чоловіча роль другого плану — Любомирас Лаусіавічус, «Вогельфрай» (Латвія);
- Краща жіноча роль другого плану — Данута Стенка, «Ще раз» (Польща).

Також дипломами нагородили:
- «За гарний акторський ансамбль»: «Фінське танго» (Німеччина), «Кадет» (Білорусь), «Контракт» (Україна)

Склад журі:
- Кшиштоф Зануссі, голова журі, кінорежисер, Польща,
- Олександр Прошкін, кінорежисер, Росія
- Леван Учанейшвілі, актор, сценарист, режисер, Грузія
- Івар Калниньш, актор, Латвія
- Руслана Писанка, акторка, телеведуча, Україна
- Іван Форгач, кінокритик, історик кіно, Угорщина
- Тетяна Бовкалова, акторка, Білорусь

### 2010 (II Київський Міжнародний кінофестиваль)
Київський Міжнародний Кінофестиваль удруге проходив з 25 травня по 1 червня 2010. Церемонії відкриття та закриття відбулися в Палаці культури «Україна», а основні покази проходили в кінотеатрі «Баттерфляй-Ультрамарин». На фестивалі було представлено 17 картин. Голова міжнародного журі — режисер Отар Іоселіані.
Переможцями II Київського Міжнародного кінофестивалю стали
- Гран-прі (20 тис. дол.) — фільм «Бабай», Туреччина (режисер Аталай Ташдікен);
- Найкраща чоловіча роль — Юрій Степанов (посмертно) за роль у фільмі Стріляй негайно!, Росія/Україна (режисер Віллен Новак);
- Найкраща жіноча роль — Оксана Борбат за роль у фільмі «Вир», Литва (режисер Ґітіс Лукшас);
- Найкращий сценарій — Лукаш Кошміцький та Войцех Смаржовський, «Дім зла», Польща;
- Найкраща режисура — Войцех Смаржовський, Польща, «Дім зла»;
- Найкраща операторська робота — Вікторас Радзявічас, «Вир», Литва.

Склад журі:
- Отар Іоселіані, голова журі, кінорежисер, Грузія,
- Вадим Перельман, американський кінорежисер українського походження
- Армен Джигарханян, актор Росія
- Марцель Лозінський, польський кінорежисер
- Айдін Сайман, кінорежисер, Туреччина
- Сергій Якутович, художник, Україна
- Марта Месарош, кінорежисер, Угорщина

### 2011 (III Київський Міжнародний кінофестиваль)
Після другого кінофестивалю Остап Ступка пішов з посади президента фестивалю. Новим президентом кінофестивалю стала Ольга Сумська. Третій Київський міжнародний кінофестиваль відбувався з 17 по 22 вересня 2011 року. Захід проходив у форматі «open air» (просто неба) на Софійській площі у Києві. Цього року у голосуванні за «Гран-Прі» фестивалю не брало участь офіційне журі і переможця обирали тільки глядачі. Голосування проходило на сайті фестивалю. Фільм Михайла Іллєнка «ТойХтоПройшовКрізьВогонь» отримав майже вдвічі більше голосів, ніж його найближчий конкурент сербська кінокартина «Монтевідео, смак перемоги», режисера Драгана Б'єлогрлича.
- Гран-Прі «Золоті Крила» — фільм «Тойхтопройшовкрізьвогонь», 2011, Україна (режисер Михайло Іллєнко). Переможця було присуджено за підсумками глядацького голосування.
- Найкращий короткометражний фільм — «Via Gori», 2010, Грузія / Австралія, (режисер Георгія Барбакадзе). Переможець серед короткометражних фільмів був обраний міжнародним журі на чолі з італійським продюсером Анджело Іаконо.